# 农业推广

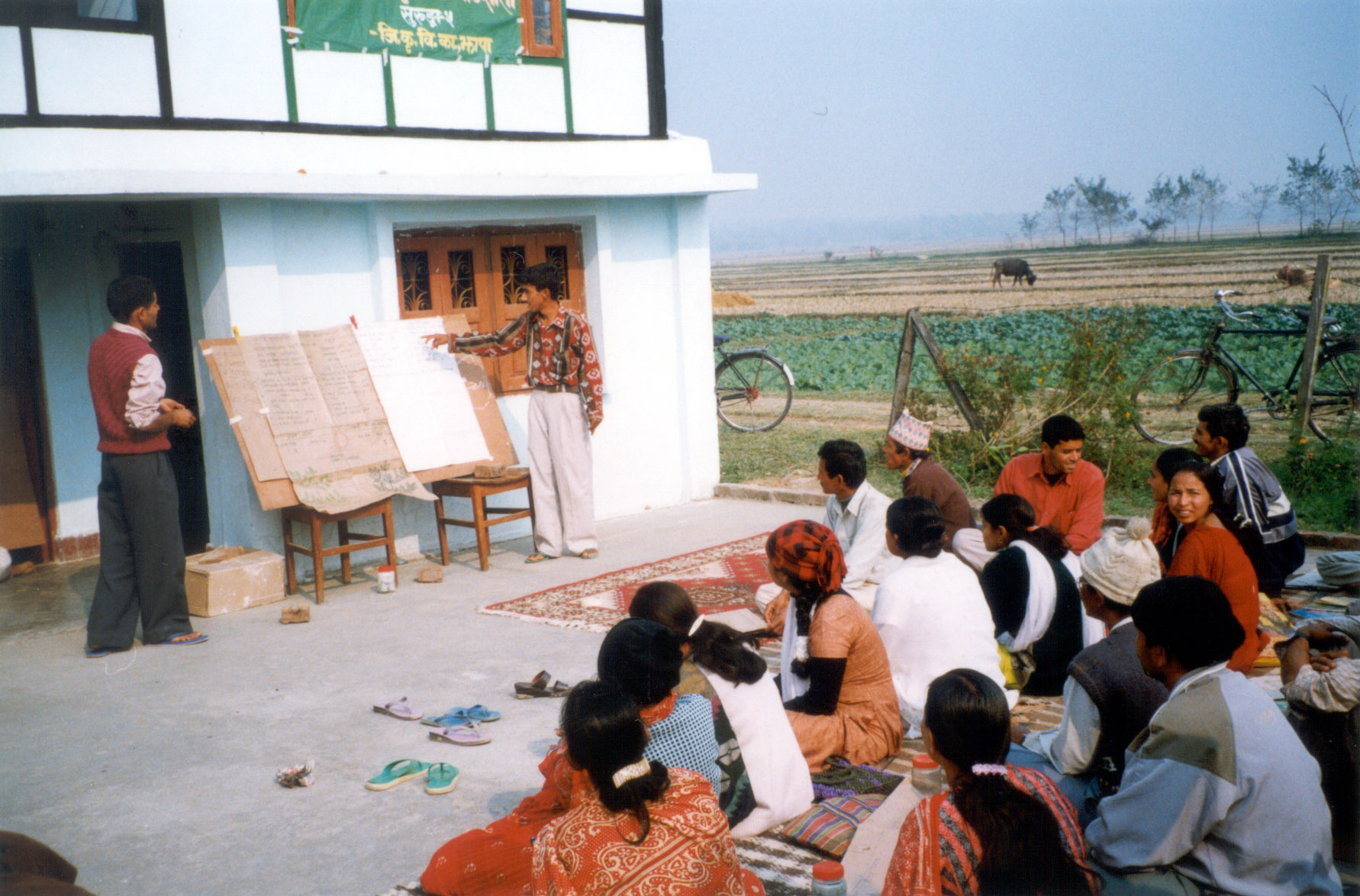
在尼泊尔的一场农业推广会议, 2002

农业推广是通过教育农民将科学研究和新知识传播到农业实践过程的活动。这一领域现在已经发展成为由不同学科的专家为农村人士组织的更大规模的沟通和学习活动，包括农业、农业营销、保健及商业研究等。
全球范围的推广人员多数都是为政府机构所服务。发展中国家的农业推广机构常常会得到一些国际组织的支持，如世界银行和联合国粮农组织。

## 辞源
19世纪后半叶，（扩展、推广）一词在英国首次被用于描述成人教育项目。这些项目帮助大学在校园外拓展或推广他们的成果并使其进入社区。英国在20世纪起开始使用“咨询服务”（"advisory service"）一词，而一词后来被美国所采用。在世界上的不同国家，人们使用不同的词汇来表示类似的概念。
在美国，“推广代表”（extension agent）是开发并进行教育项目的雇员。这些项目帮助人们进行经贸、社区发展、管理、家庭事务、农业及环境方面的工作。推广代表还需要帮助四健会及青年人。一些赠地大学的推广代表也为合作推广服务项目工作。他们有时也被称为“县级代表”（county agents）或“讲师”（educators）。

## 推广的定义
农业推广并没有一个被广泛接受的定义。以下是过去一些出版物中所给出的定义。
- 1949: 推广的主要目的是帮助农村家庭通过应用科学，不管是自然科学还是社会科学，来帮助自己进行日常的农活、家务以及家庭和社区生活[1]。
- 1965: 农业推广是针对农村民众的校外教育体系[2]。
- 1966: 推广人员的任务是在农场或家庭里将科学知识带给农村家庭。这项工作的目标是改善农业效率[3]。
- 1973: 推广是用改良的农业方法或技术，通过教育过程，帮助农村人民增加生产效率和收入、改善生活条件并提高社会和教育标准的一个服务或系统[4]。
- 1974: 推广通过自觉使用信息交流，来帮助人们形成合理的想法并作出好的决定[5]。
- 1982: 农业推广辅助农民来识别并分析他们的生产问题并意识到改进的好处[6]。
- 1988: Extension is a professional communication intervention deployed by an institution to induce change in voluntary behaviours with a presumed public or collective utility.[7]
- 1997: 推广（是）信息的有关交换和技术有目的的转移[8] 。
- 1999: The essence of agricultural extension is to facilitate interplay and nurture synergies within a total information system involving agricultural research, agricultural education and a vast complex of information-providing businesses.[9]
- 2004: Extension [is] a series of embedded communicative interventions that are meant, among others, to develop and/or induce innovations which supposedly help to resolve (usually multi-actor) problematic situations.[10]

## 历史

### 农业推广的起源
人类在约10,000年前就开始种植作物和养殖家畜。在这一期间，农民不断地改进他们的技术、评估结果并向周围的人们分享他们所学到的。这种交流多数是以语言解释和实践演示的方式进行。在文字出现后，有一部分技术得到更好的保留和传播。大约3,000多年前，古埃及、两河文明和中国就有了对农业技术的描述。
第一次推广活动发生的时间和地点已经无从得知。但是早在2000多年前，中国官方就设立了农业政策并有文字记录的农业实践知识，同时将这些知识提供给农民。大约在公元前800年，周朝负责农业的官员就向农民传播了轮作和灌溉的方法。官员租借设备给农民，建立谷仓并在饥荒时提供免费的食物。
19世纪中叶在爱尔兰发生的一系列事件催生了现代推广服务。1845至1851年之间，爱尔兰的马铃薯遭遇了真菌病并发生的严重的饥荒。英国政府安排了“实践讲师”到农村地区教育农民种植其它作物。这一方案引起了德国政府官员的注意，他们组织了自己的巡回讲师体系。到19世纪末，这一理念传播到了丹麦、荷兰、意大利及法国。
1867年，剑桥大学和牛津大学首次使用了“大学推广”（university extension）一词，用于描述在大学以外推广研究机构成果的教育活动。但是，大部分早期的活动和农业并没有关系。直到20世纪初，美国的大学开始在农业展览中进行示范并在农民组织中讲演，“推广服务”（extension service）一词被用于描述此类活动。
在美国，《哈奇法案 (1987)》联合每个州的赠地大学建立了农业试验场。而1914年的《史密斯一利弗法》建立了由这些大学运作的合作推广体系，从而让人们能够在农业、家庭经济及相关问题中紧跟当前的发展水平。

### 在亚洲的四个发展阶段
现代亚洲的推广服务发展水平因国家不同而存在差异。尽管如此，仍然可以分为四个不同的时期：
- 殖民地农业：  一些亚洲国家的试验站由殖民政权所建立。这些主要集中在出口作物，如橡胶、茶、棉花及糖。同时，向种植业的经理和大地主提供技术服务。除非在危机时刻，向自给农业的小农户提供的服务微乎其微。

- 多样化的自上而下推广：独立以后，殖民时期的残余合并到基于商品的推广服务中，而生产目标以五年计划的方式建立起来。另外，一些迎合小农户需要的项目也开始出现，并接受外国捐赠。

- 统一的自上而下推广：20世纪70年代至80年代，世界银行引入了培训参观体系（Training and Visit system, T&V）。已有的组织被合并到统一的国家服务中。规范化的信息被传递给农民团体，并推广采用“绿色革命”技术。

- 多样化的自下而上推广：当世界银行的资助结束时，T&V体系在很多国家也遭受瓦解，一些其它来源的资金开始资助这些计划和项目。中央项目的减少加上对可持续性及公平的关注，参与渐渐取代了原有的自上而下体系。

## 台灣
依據農業發展條例第三條第十八款的定義，農業推廣指利用農業資源，應用傳播、人力資源發展或行政服務等方式，提供農民終身教育機會，協助利用當地資源，發展地方產業之業務。 
農業推廣也是農會一項重要的日常業務。數十年來，台灣各級農會組織許多農事研究班、產銷班、家政改進班、四健會作業組及其他農業推廣組織，進行農業推廣工作。 